# Hafiz
Hafiz (arab. strzegący, zachowujący) – w islamie, jedno z 99 imion nadawanych Bogu – opiekun.
W religioznawstwie oznacza także honorowy tytuł nadawany osobom, które nauczyły się Koranu na pamięć i strzegą go w pamięci.